# Tóth Géza (súlyemelő)
Tóth Géza (Sorokpolány, 1932. január 25. – Szombathely, 2011. október 4.) magyar súlyemelő, mesteredző. 157-szeres országos csúcstartó, egyszeres világcsúcstartó. Nevéhez fűződik két világbajnoki csúcsbeállítás és egy olimpiai csúcs. Az országos képesítést adó segédedzői tanfolyamok gyakorlati oktatásában is nagy szerepet vállalt, kapott. 16 éven át volt válogatott versenyző. Több éven át tagja volt a Magyar Olimpiai Bizottságnak. Polgári foglalkozása testnevelő tanár volt.

## Sportpályafutása
1952-ben a 301. Iparitanuló SK versenyzőjeként kezdett sportolni. Két év múlva a Bp. Vörös Lobogóba (MTK) igazolt. 1955-ben szerezte első felnőtt bajnoki címét. 1957-ben Európa-bajnoki negyedik helyezett volt. Egy év múlva világbajnoki kilencedik, Eb hetedik helyezett lett. Az 1960. évi nyári olimpiai játékokon negyedikként végzett. Ezt követően a Szombathelyi Haladásban versenyzett tovább. A következő évben vb és Eb második helyezést ért el. AZ 1962-es budapesti világbajnokságon bronzérmet szerzett. Ugyanitt az európai rangsorban második volt. A Stockholmban, 1963-ban megrendezett vb megismételte a tavalyi helyezését.
A Tokiói olimpián ezüstérmes volt. Ugyanebben az évben Európa-bajnok lett. 1965-ben világbajnoki bronzérmet, 1966-ban aranyérmet nyert. 1968-ban, utolsó olimpiai szereplésén kiesett a versenyből. 1969-ben ismét világ- és Európa-bajnok lett. 1970-ben két vb bronzéremmel és egy Európa-bajnoki negyedik helyezéssel zárta nemzetközi pályafutását. 1971-ben visszavonult.

## Sportvezetőként
1958-ban az akkor már válogatott versenyzőként visszatért Vas megyébe. Ez jelentette az első lépést a Haladás VSE súlyemelő-szakosztályához. Addig csak a birkózók emelték a súlyokat – erősítésként. Segítőivel, Tóth Györggyel, Edelényi Miklóssal, Bombai Lászlóval, Papp István és Kóbór Jánossal bemutatóversenyt rendeztek, és ezek után alakították meg a szakosztályt. Rendkívül mostoha körülmények között edzettek, a felszerelések nagy részét is maguk készítették. 1961-ben az országos csapatbajnokságon (OB)-n harmadik lett az együttes. 1972-től lett a Haladás főállású vezetőedzője. 1987-ben rövid ideig Dél-Amerikában dolgozott, de ténykedett Ausztriában is.
1964-től súlyemelés szaktanár, 1986-tól a TF docense volt.

## Emlékezete

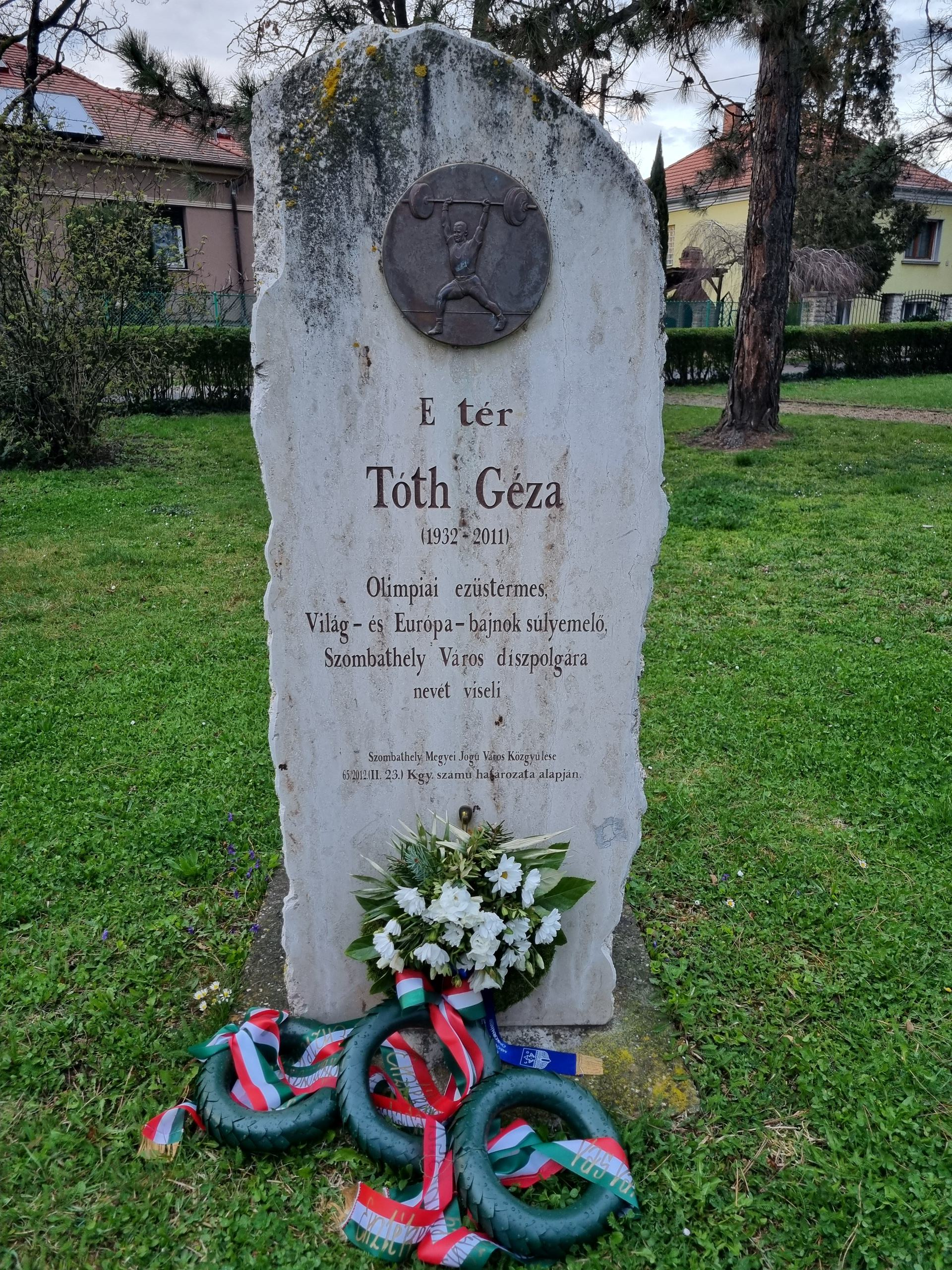
Tóth Géza emlékköve a róla elnevezett téren

2011-ben – még életében – Szombathely díszpolgárává választották, majd 2012 márciusában posztumusz róla nevezték el azt a teret, ahol életében lakott. A sportoló tiszteletére emlékkövet avattak, amelyet az akkori köztársasági elnök, Schmitt Pál és Szombathely parlamenti képviselője, Hende Csaba akkori honvédelmi miniszter is megkoszorúzott.
Az 1974-től évente megrendezett súlyemelő Savaria Kupát 2012-től kezdve Tóth Géza emlékének szentelik.
A Haladás Sportkomplexum súlyemelőterme is az ő nevét viseli.

## Díjai, elismerései
- A Magyar Népköztársaság Kiváló Sportolója (1962)[7]
- Az év magyar súlyemelője (1966, 1967)
- Mesteredző (1971)
- Ezüst Gerely-díj (1971)
- A XX. század Vas megyei sportolója
- a Nemzetközi Súlyemelő-szövetség becsületrendje (2002)
- Csik Ferenc-díj (2003)
- a Magyar Súlyemelő-szövetség életműdíja (2006)
- A Lakosság Sportjáért kitüntetés (2008)
- Magyar Sportért Díj I. fokozat (2010)
- Szombathely díszpolgára (2011)

## Írásai
- Súlyemelő ABC – 1970. Kiadó: Sport – Budapest